# Simca-Chrysler 1307
Simca 1307 / 1308 / 1309 - Chrysler Alpine — семейство среднеразмерных автомобилей, выпускавшихся французским производителем Simca, входившим в те годы в американскую корпорацию Chrysler на правах самостоятельного отделения Chrysler Europe, с 1975 по 1980 год. В 1978 Simca отошла в собственность к PSA Peugeot Citroën, и с 1980 года автомобиль, претерпевший рестайлинг, выпускали под маркой Talbot. На различных рынках встречались такие обозначения, как Simca 1307, Talbot 1510, Talbot Alpine, Chrysler Alpine, Chrysler 150, Talbot 150. Седан той же модели нёс обозначение Talbot Solara. Автомобиль проектировался в рамках платформы Chrysler C6 — переднеприводного проекта для замены модели Simca 1500, с прицелом на конкуренцию в классе Ford Taunus.
В СССР в конце семидесятых годов кузов автомобиля был использован для ускорения работ по проектированию модели «Москвич-2141», а дизайн «Simca» в целом некоторое время служил образцом для будущей советской машины.

## Simca / Chrysler
Работы над проектом C6 (новой Simca 1307) начались в 1972 году. Новый перспективный автомобиль разрабатывался из-за начавшегося с появлением Renault 16 роста популярности автомобилей так называемого «семейного» класса с кузовом хетчбэк — крупнее, вместительнее и комфортабельнее типичных «малолитражек», но меньше и экономичнее по сравнению с моделями среднего литража. Дизайн кузова Simca был создан в Великобритании под руководством дизайнера Роя Акса. Характерными особенностями автомобиля являлись тонкие дверные стойки и большая площадь остекления, которые визуально «облегчали» кузов и обеспечивали лучшую обзорность.
Примерно в то же время были представлены построенные по схожей концепции модели Volkswagen Passat B1 и Renault 20. Simca стала первым французским автомобилем, разработанный при помощи системы автоматизированного проектирования на компьютере.

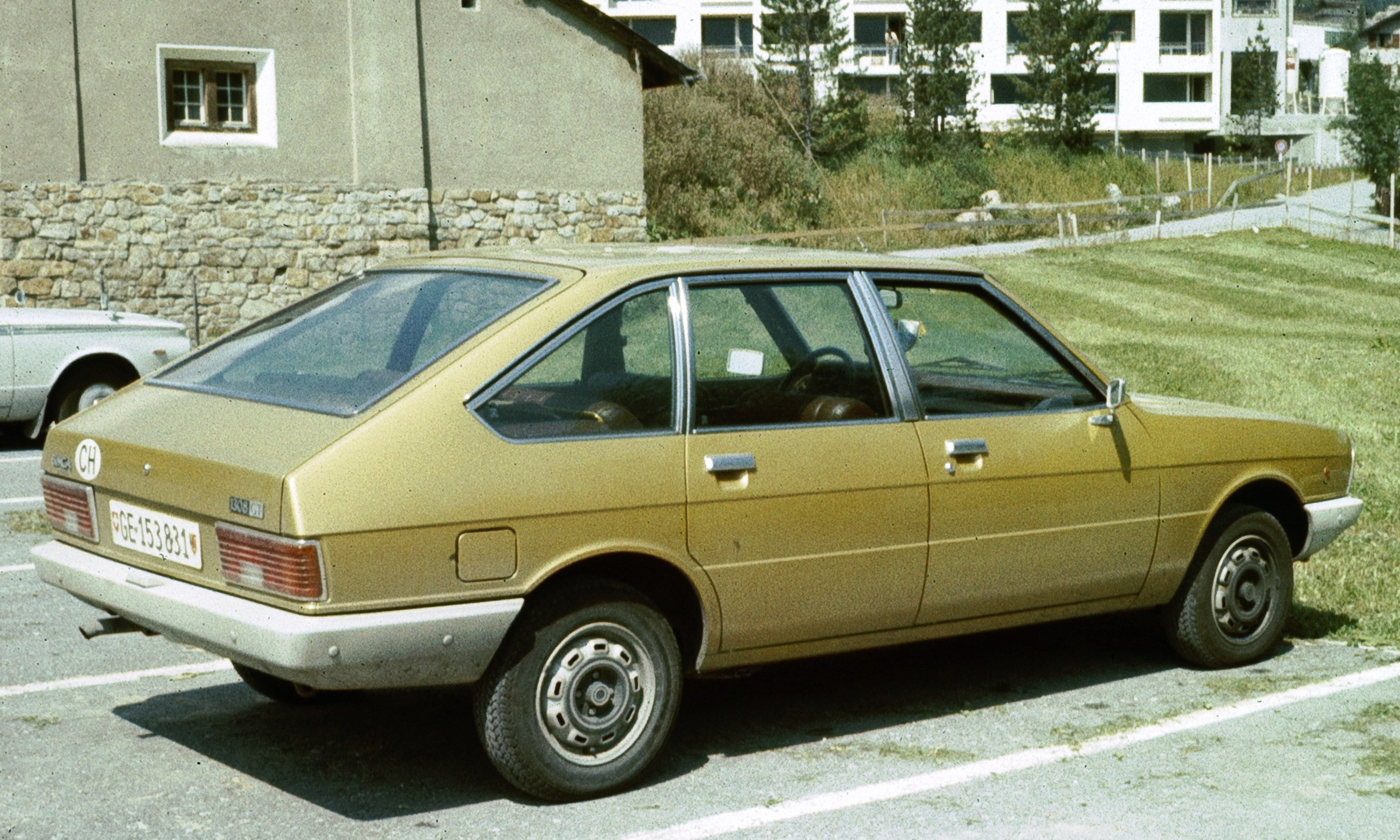
Вид сзади

Автомобиль отличался вместительным салоном и достаточно прогрессивной конструкцией — передний привод с поперечным размещением двигателя, торсионная подвеска передних колёс по образцу американских моделей Chrysler и независимая задняя. На Simca 1307 были впервые применены объёмные интегрированные пластиковые бампера, появление которых в дальнейшем оказало весьма существенное влияние на развитие автомобильного дизайна.
Узлы и агрегаты модели Simca 1307 были максимально унифицированы с моделями проекта Chrysler C2 — Simca/Chrysler Horizon, который с дизайнерской точки зрения должен был выглядеть как «меньший брат» Simca 1307. В дальнейшем эта платформа стала отправной точкой для разработки базовой платформы (Chrysler K platform) для переднеприводных автомобилей, выпускаемых корпорацией Chrysler. Таким образом, это роднит модель Simca 1307 с большинством легковых моделей компании Chrysler 1980-х годов.

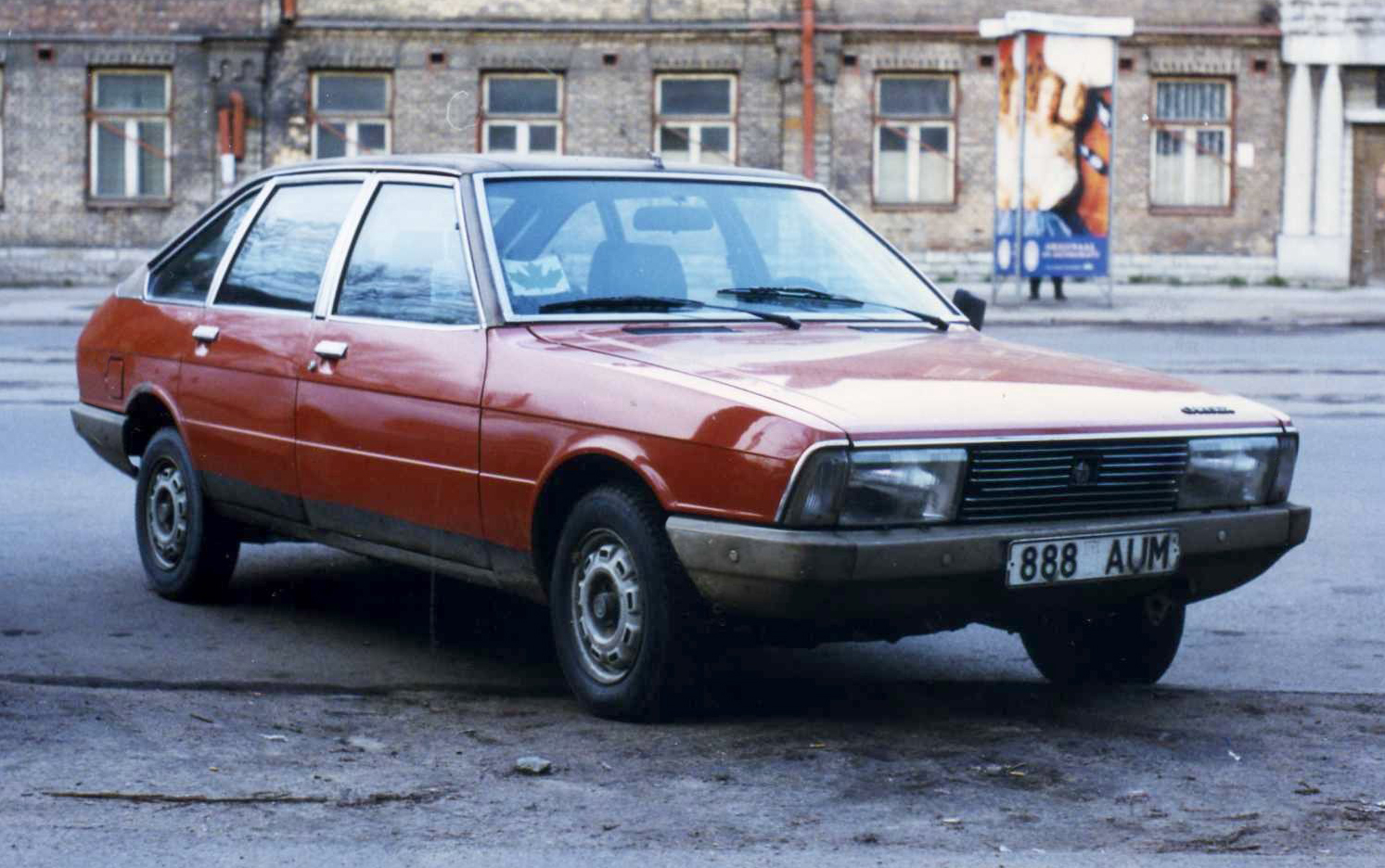
Simca 1308 GT

Модель была представлена на Парижском автосалоне в октябре 1975 года и получила в целом позитивный приём, особенно большое впечатление произвёли на публику объём и просторность салона. Большая площадь остекления обеспечивала хороший обзор из салона.
С технической точки зрения, автомобиль представлял собой увеличенный вариант платформы модели «1100», но по дизайну был намного более современным, — для своего времени даже, возможно, авангардным.
Simca первых годов выпуска оснащались только двигателями 1,4 и 1,5 л. с бесконтактным зажиганием и четырёхступенчатой МКПП. Существовало изначально три комплектации: GL, S и GT. Более поздняя версия GLS оснащалась центральным замком дверей и электрическими стеклоподъемниками, которые до этого обычно использовались только в более престижных автомобилях.
В 1976 году Simca получил награду Европейский автомобиль года. В том же году была начата сборка Chrysler Alpine (так именовалась Simca 1307 для британского рынка) с правым рулём в Великобритании.
Во Франции автомобиль пользовался хорошим спросом. Поэтому объём производства на заводе в Пуасси начал расти: 400 машин в день (сентябрь 1975 года), 850 машин в день (декабрь 1975 года), 1100 машин в день (декабрь 1976 года).
Между тем, в других странах у покупателей Simca 1307 и её аналоги никогда не были особенно популярны. Особенные нарекания вызывали низкое качество сборки и очень плохая защита от коррозии, а также устаревшие двигатели, самым большим из которых был 1,6-литровый, в то время, как конкуренты, например Ford Taunus / Ford Cortina или Opel Rekord D, в дорогих комплектациях оснащались двигателями объёмом вплоть до 2,0…2,3 литра.

## Talbot
В 1978 году Chrysler Europe был продан PSA. Поэтому уже 10 июля 1979 года Simca, производимая ранее Chrysler Europe, была переименована в Talbot. В 1980 году автомобиль, который теперь продавался под маркой Talbot, получил новую переднюю и заднюю светотехнику, а в новой комплектации SX появились легкосплавные диски, круиз-контроль, дворники на фарах, гидроусилитель рулевого управления и ЭБУ. Обновлённая модель, представленная на Франкфуртском автосалоне, получила наименование Talbot 1510 (под названием Talbot Alpine продавалась в Великобритании).
Также стали устанавливаться трёхступенчатая АКПП и пятиступенчатая МКПП. Изменился модельный ряд: 1307 GLS заменён на 1510 LS, 1307 S на GL, 1308 GT на GLS и, наконец, 1309 SX на 1510 SX.

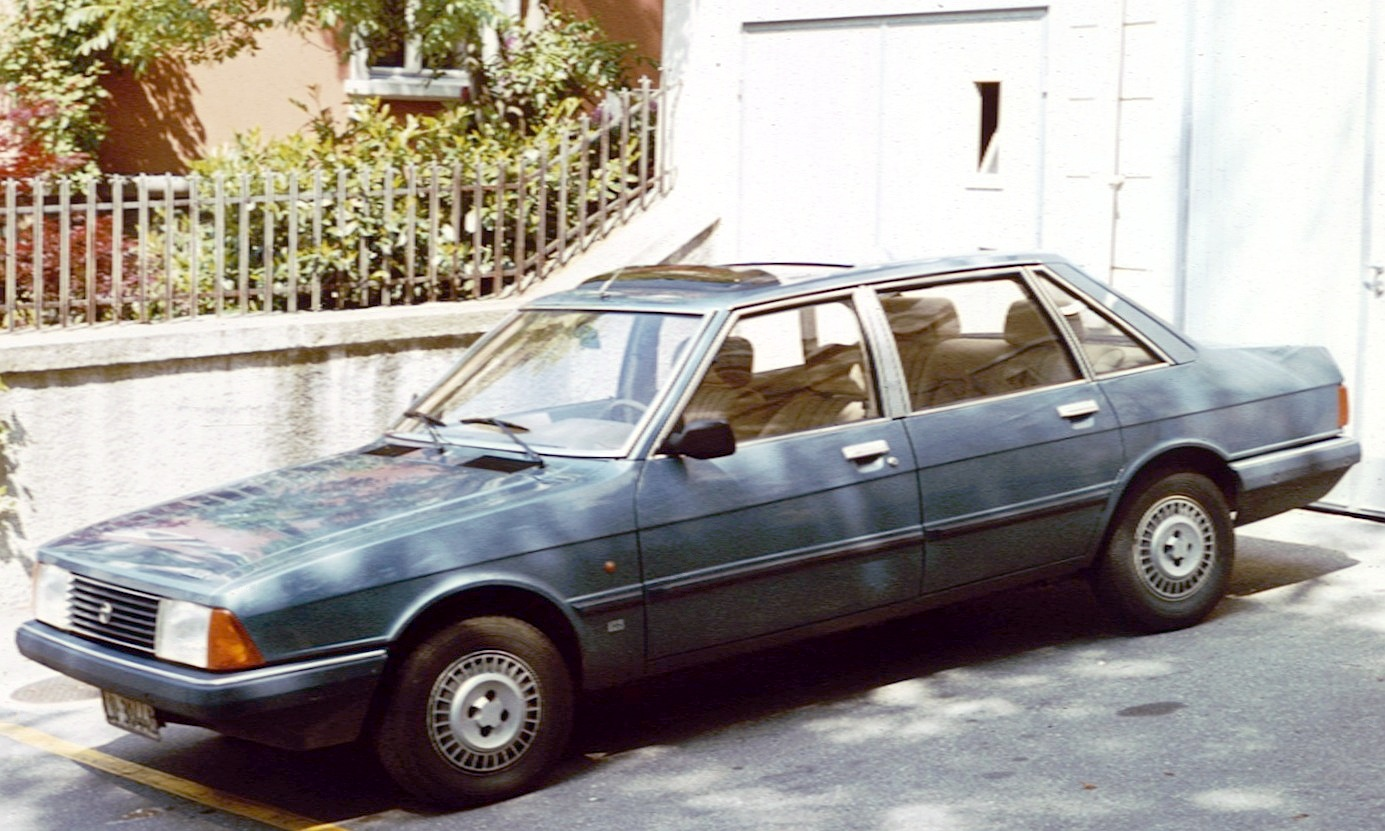
Седан Talbot Solara
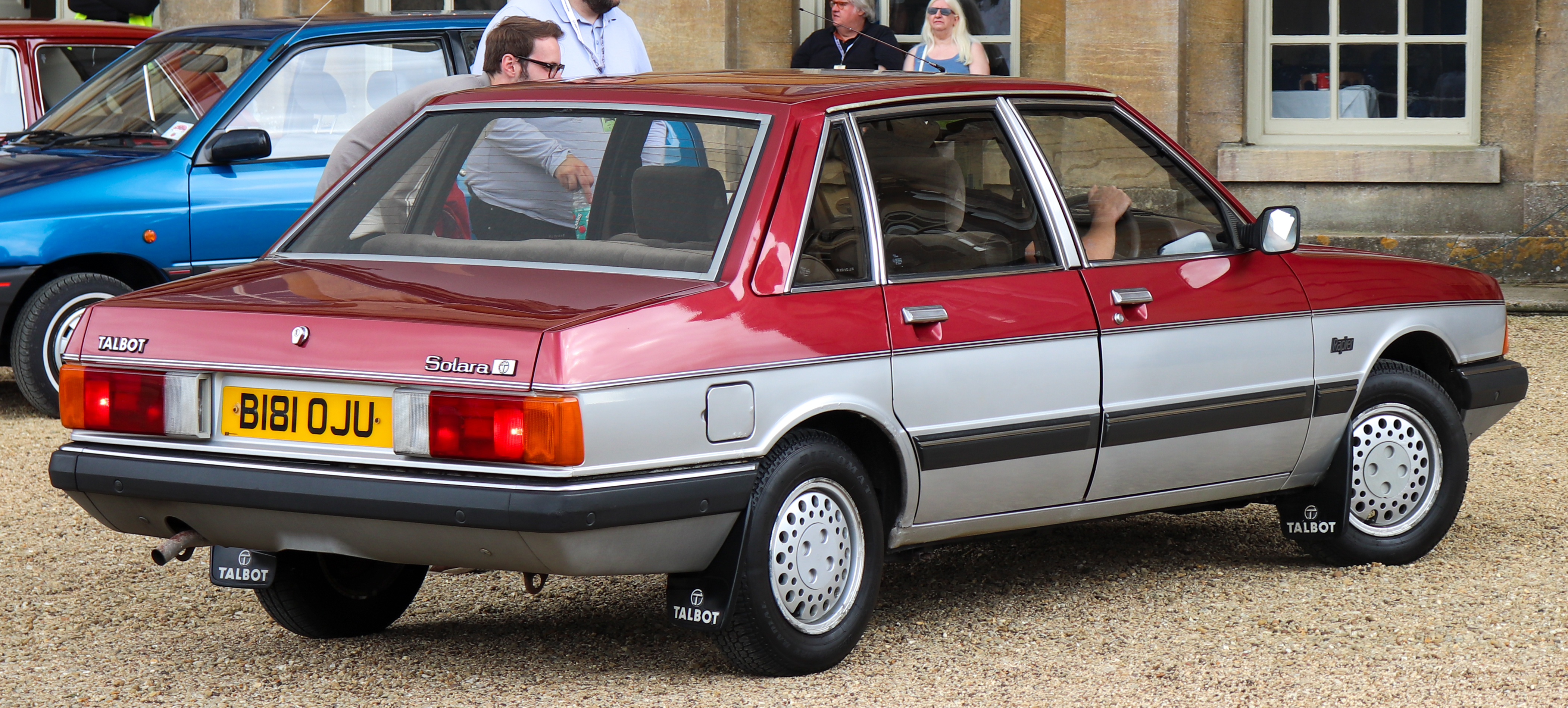
Седан сзади
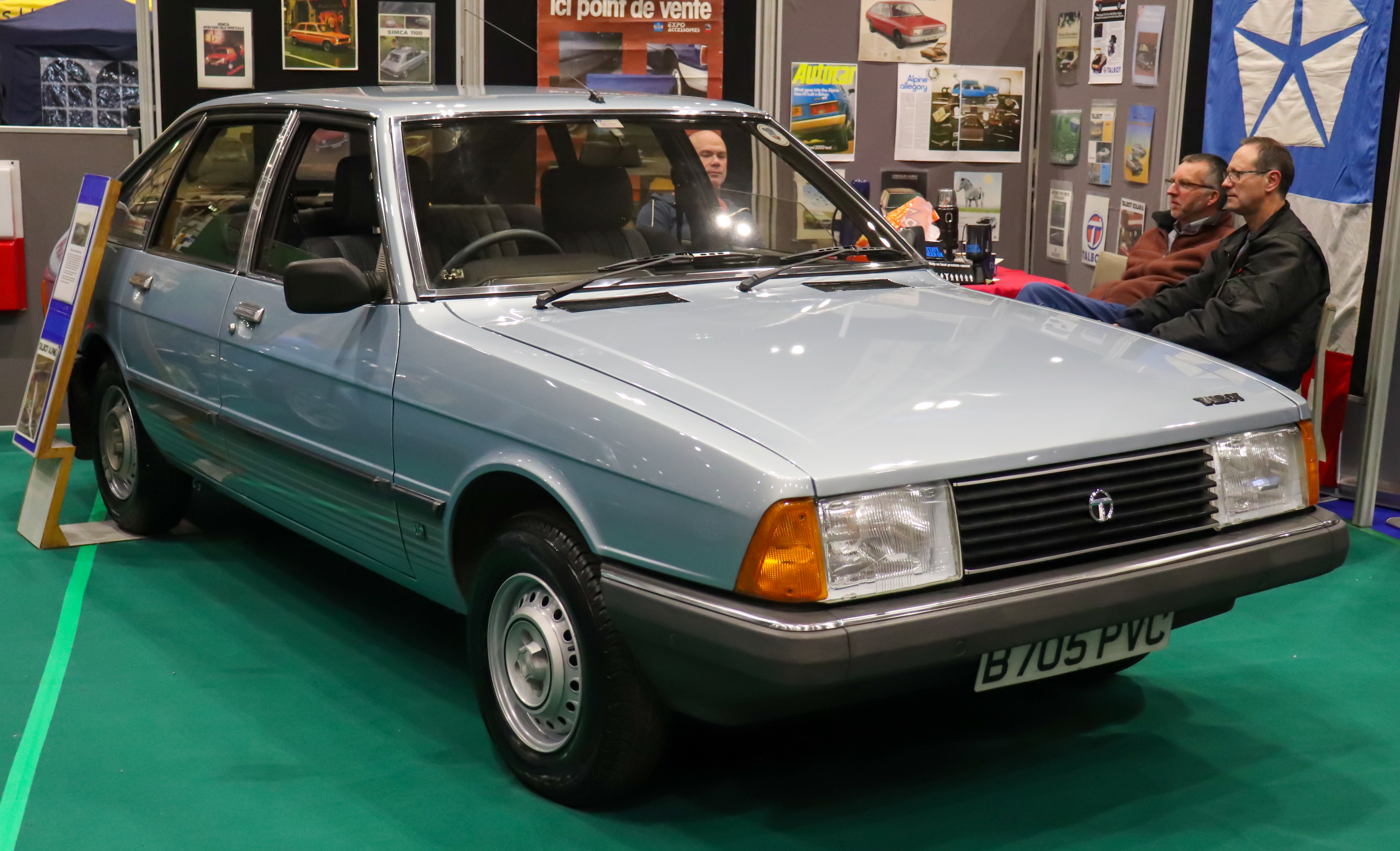
Английский Talbot Alpine GL
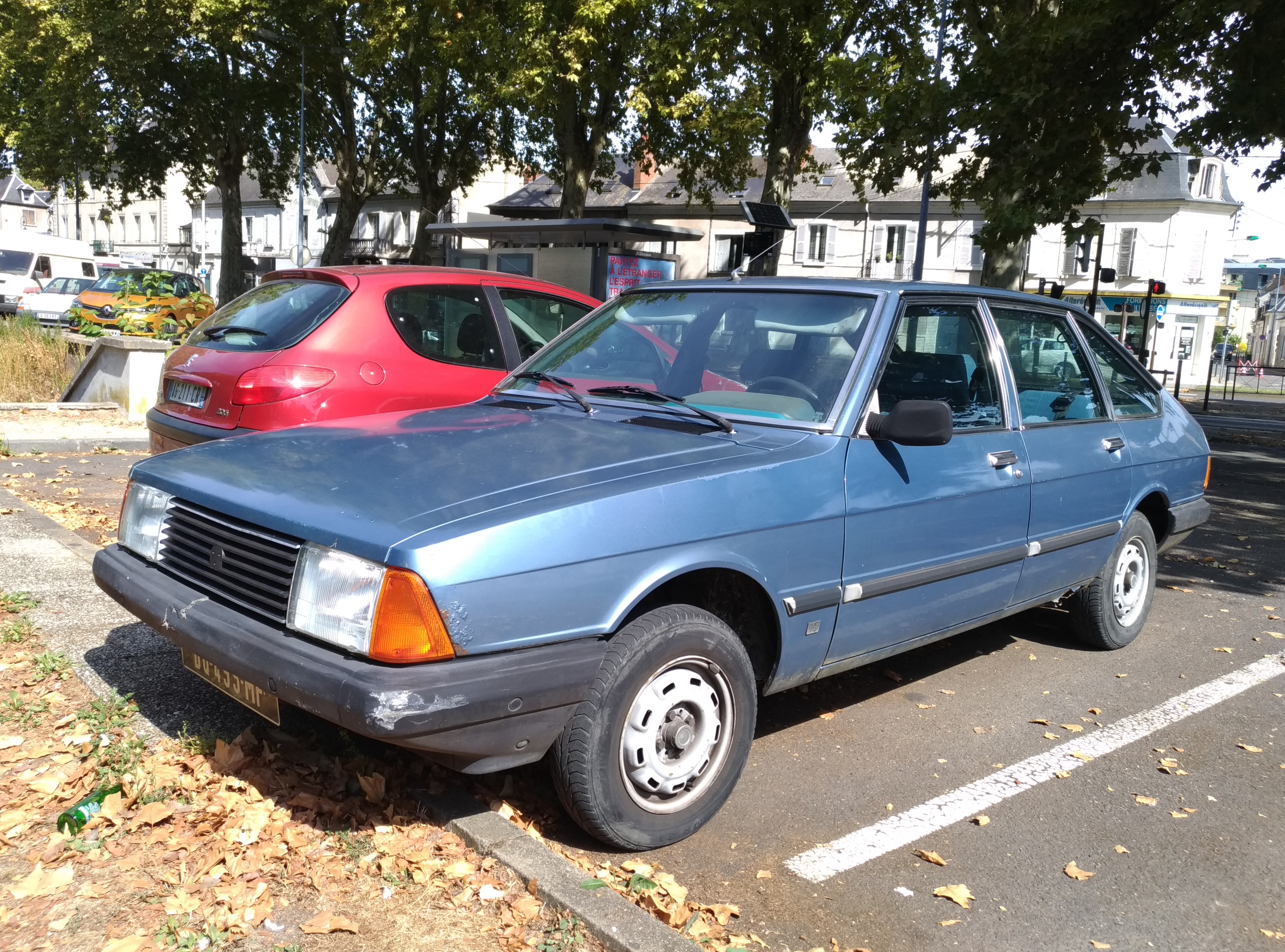
Французский Talbot 1510
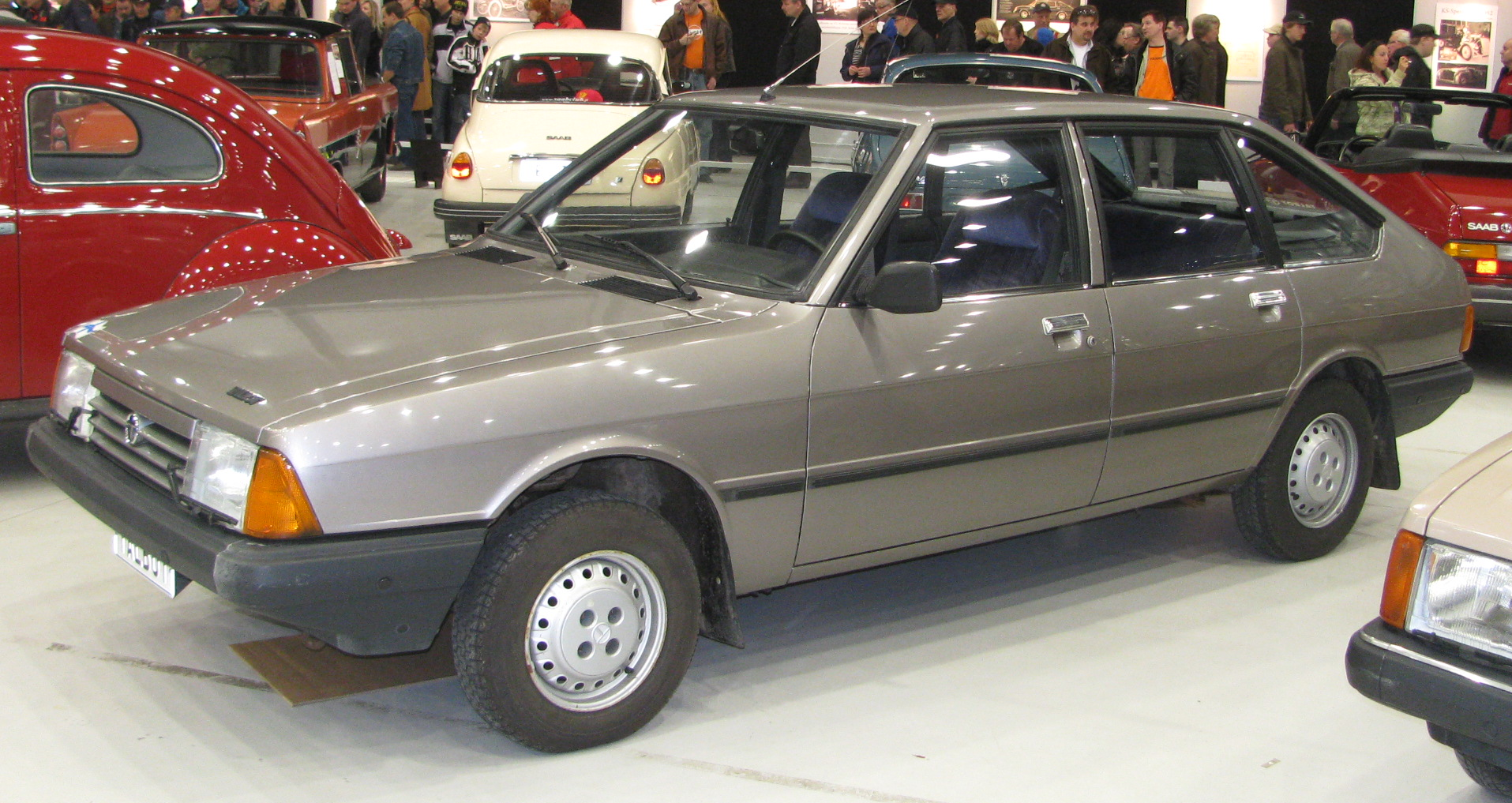
Финский Talbot 1510 GLD
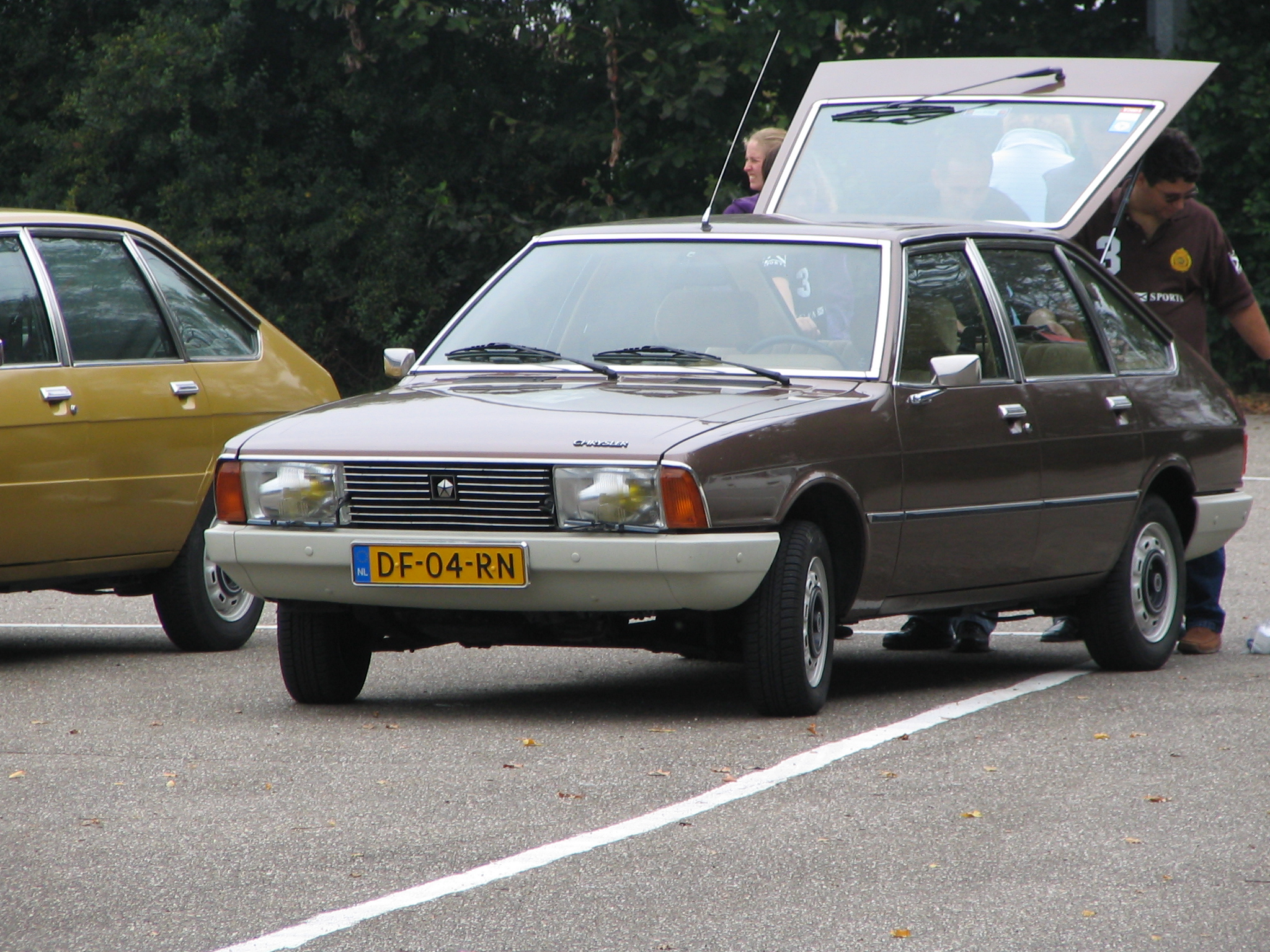
В Нидерландах

В 1980 году, при помощи инженеров Peugeot, к хетчбэку добавился четырёхдверный седан Talbot Solara с двигателями 1,3 или 1,6 л. Варианты отделки салона были аналогичны хетчбэку. В странах Бенилюкса в декабре 1983 года появилось хорошо оснащённая специальная версия «Ultra» с цветом металлик, легкосплавными дисками и велюровым салоном.
Однако Talbot имел очень низкий спрос на рынках Европы ( в том числе и в Великобритании), поскольку автомобиль морально и технологически устарел и «отстал» от  более технологичных автомобилей 1980-х годов. За всё время производства так и не была решена проблема с низким качеством сборки и стойкости к коррозии. Поэтому уже в 1982 году хетчбэк Talbot 1510 был снят с производства, на конвейере оставался только седан Talbot Solara.
В Великобритании производство прекратилось в 1985 году, а в 1986 году — во Франции. Таким образом, Alpine/1510/Solara заменили в классе уже Citroën BX и предстоящий Peugeot 405.
Ещё в 1979 году финская кампания Saab-Valmet купила лицензию на производство Talbot у PSA, начав собирать Talbot 1510 GLD для внутреннего рынка Финляндии. На автомобиль устанавливался 1,9-литровый дизельный двигатель XUD9 от PSA мощностью 65 л. с. (48 кВт). Это была единственная существовавшая версия Simca 1307 с дизельным двигателем. На финском Talbot устанавливались сиденья от Saab (водительское сидение имело подогрев). В таком виде Talbot 1510 собирался вплоть до 1985 года.